# Andrej Kiska
Andrej Kiska (* 2. února 1963 Poprad) je slovenský politik, spisovatel, bývalý podnikatel a filantrop. V letech 2014–2019 byl čtvrtým prezidentem Slovenské republiky, když v březnu 2014 porazil ve druhém kole přímé prezidentské volby Roberta Fica. O své životní cestě napsal dvě knihy a poskytuje též přednášky středoškolákům.

## Životopis
Studoval na Elektrotechnické fakultě Slovenské technické univerzity v Bratislavě. Poté pracoval jako projektant. Roku 1990 odešel do Spojených států, odkud se po roce a půl vrátil zpět na Slovensko. Z Ameriky si podle svých slov přivezl chuť podnikat a odvahu vydat se tím směrem.
V roce 1996 spoluzakládal se svým bratrem splátkovou společnost Tatracredit s.r.o., kterou krátce i vedl. V roce 1999 založil splátkovou společnost Quatro. Podnikáním a prodejem svých společností vydělal stovky miliónů korun. Roku 2006 založil neziskovou organizaci Dobrý Anjel, která pomáhá rodinám s dětmi v těžkých životních situacích. V souvislosti s kandidaturou na prezidenta se vzdal působení v organizaci, předsedkyní správní rady se od 1. června 2013 stala jeho manželka Martina Kisková.
V roce 2011 se stal spoluzakladatelem české nadace Dobrý anděl. Dne 29. ledna 2019 v 10 hodin a 16 minut převzal Velkou zlatou medaili Masarykovy univerzity, nejvyšší ocenění této instituce, z rukou rektora Mikuláše Beka.

### Osobní život
Andrej Kiska je podruhé ženatý. V roce 1985 se oženil s Márií, se kterou má syna Andreje (* 1986) a dceru Natálii (* 1990). V roce 2001 se rozvedl a ještě tentýž rok se podruhé oženil. Jeho současnou manželkou je Martina Kisková, roz. Živorová. S ní má tři děti, dceru Veroniku (* 2005) a syny Viktora (* 2009) a Martina (* 2017). Jeho rodina žije v Popradu, kam za ní Kiska pravidelně dojíždí.

## Kandidatura na prezidenta
V říjnu 2012 byl první osobou, která oznámila svou kandidaturu v prezidentských volbách 2014. V prvním kole voleb, konaném 15. března 2014, získal 24 % všech hlasů a umístil se tak druhý za Robertem Ficem, se kterým tak postoupil do druhého kola.
Ve druhém kole, konaném 29. března 2014, jednoznačně zvítězil nad Ficem, když získal více než 59 % platných hlasů. V červnu téhož roku se tak stal 4. prezidentem Slovenska. Na tomto postu vystřídal Ivana Gašparoviče, jemuž mandát skončil 15. června 2014.

## Prezident (2014–2019)

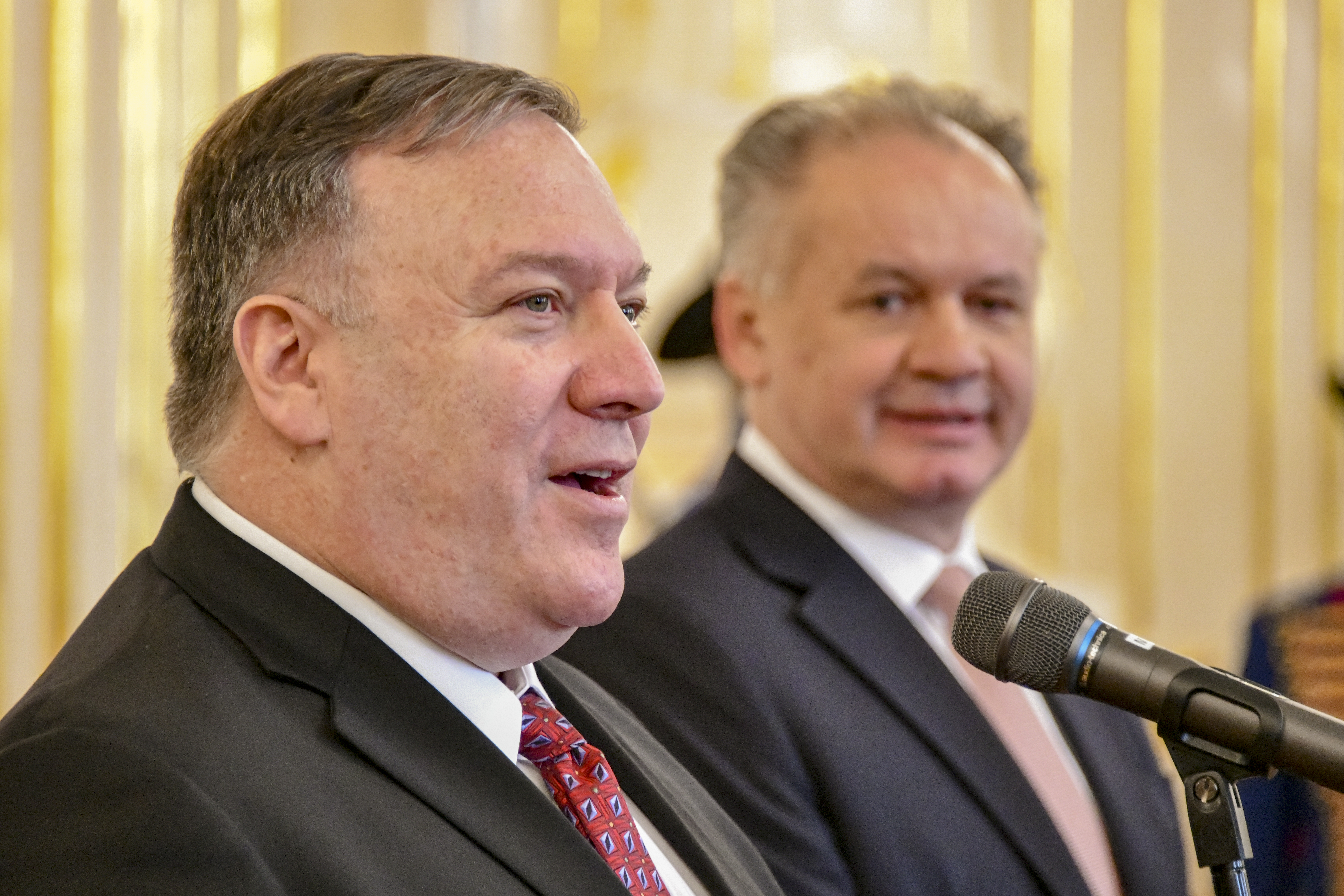
Kiska a americký ministr zahraničí Mike Pompeo v Bratislavě 12. února 2019

V říjnu 2015 Kiska podpořil uprchlické kvóty navržené Evropskou komisí a prohlásil, že „Přijetí několika stovek nebo i tisíc lidí prchajících před válkou a násilím by bylo v silách Slovenska. Nešlo by o žádné ohrožení Slovenska ani by to nemělo vliv na lepší nebo horší život lidí na Slovensku.“
Jako jeden z mála vysoce postavených slovenských politiků otevřeně podporuje nezávislost Kosova na Srbsku. Je přesvědčen, že nezávislost Kosova přispívá ke stabilitě na Balkáně.
Podle Kisky je Turecko důležitým politickým, ekonomickým a bezpečnostním partnerem Slovenska. Kiska podpořil přístupové rozhovory Turecka s EU, ocenil význam Turecka jako spojence v NATO, a prohlásil, že „Slovensko a Turecko sú nielen partneri, ale aj priatelia.“
Kiska je dlouhodobým kritikem Ruska. V březnu 2016 vyzval Rusko k propuštění zajaté ukrajinské pilotky Nadi Savčenkové. V březnu 2019 Rusko obvinil, že chce rozbít jednotu NATO, protože se bojí „naší jednoty a naší síly.“

## Exprezident (od roku 2019)
Ve volbách v roce 2019 se Andrej Kiska rozhodl nekandidovat, nicméně 3. dubna 2019 ohlásil založení politické strany ZA ĽUDÍ. Jeho prezidentský mandát vypršel 15. června 2019, kdy jej v čele Slovenska vystřídala Zuzana Čaputová.

### ZA ĽUDÍ
Do startu svého projektu středopravicové strany ZA ĽUDÍ, která vznikla během léta 2019, měl Kiska investovat zhruba milión eur. Andrej Kiska byl zvolen předsedou strany a stal se také volebním lídrem tohoto subjektu do parlamentních voleb 2020. Strana ve volbách získala 5,77 % hlasů a 12 mandátů; samotný Kiska získal přes 100 tisíc preferenčních hlasů. V březnu 2020 však oznámil, že ze zdravotních důvodů poslanecký mandát nepřevezme a neúčastnil se ani jednání vedoucích k vytvoření vlády Igora Matoviče.

## Kritika a kontroverze
V roce 2015 během návštěvy tureckého prezidenta Recepa Tayyipa Erdoğana se Kiska vyjádřil o Turecku jako o „...ostrove stability a prosperity, ale aj štítom vôči hrozbám pre našu bezpečnosť“. Několik dní před příjezdem do Bratislavy Erdoğan podepsal zákon povolující ostrou střelbu do demonstrantů.
Poslanec Peter Pčolinský kritizoval Kiskovo mlčení k politickým čistkám v Turecku, které zahájila turecká vláda po neúspěšném pokusu o vojenský převrat 15. července 2016. Podle Pčolinského „Pred časom prezident Kiska tvrdil, že Turecko je ostrovom stability a demokracie, avšak mlčí, keď Erdogan dal pozatýkať tisíce nevinných ľudí, ktorých obviňuje z účasti na pokuse o prevrat.“

## Trestní stíhaní
Kiskova firma KTAG byla v roce 2014 zapletena do krácení daně z příjmů a daně z přidané hodnoty v souvislosti s jeho prezidentskou kampaní, když náklady na jeho kampaň si účtovala jako náklady a v souvislosti s nimi se pokusila i uplatnit nárok na nadměrný odpočet DPH. Případ vyšetřovala slovenská policie a v roce 2017 byl uzavřen, protože byla projevena „účinná lítost“ a daně byly dodatečně doplaceny. Slovenskou pobočku Amnesty International vysvětlení Kisky v této věci zklamalo, když očekávala, že za pochybení převezme morální zodpovědnost. V prosinci 2019 však bylo trestní stíhání Kisky obnoveno.

### Podmíněný trest
Dne 11. října 2023 byl Okresním soudem v Popradu odsouzen za daňový podvod k dvouletému podmíněnému trestu odnětí svobody s odkladem na tři roky a peněžitému trestu ve výši 1000 eur. Proti verdiktu se Kiska na místě odvolal ke Krajskému soudu v Prešově , který 31. října 2024 trest zmírnil na jeden rok podmíněně s odkladem na dva roky. Kvůli odsouzení mu zanikl nárok na vyplácení doživotní renty.

## Publikační činnost
- Cesta manažéra z pekla, 2011
- Vezmi život do svojich rúk, 2013